# كارلوس كاسترو مورا
كارلوس كاسترو مورا (بالإسبانية: Carlos Castro)‏ (مواليد 10 سبتمبر 1978) هو لاعب كرة قدم. يلعب مع منتخب كوستاريكا لكرة القدم. سبق له أن لعب في كأس العالم لكرة القدم مع منتخب بلاده.

## روابط خارجية
- كارلوس كاسترو مورا على موقع الاتحاد الدولي (مؤرشف)  (الإنجليزية)
- كارلوس كاسترو مورا على موقع قاعدة بيانات كرة القدم.إي يو (الإنجليزية)
- كارلوس كاسترو مورا على موقع ناشيونال فوتبول تيمز (الإنجليزية)
- كارلوس كاسترو مورا على موقع عالم كرة القدم.نت (الإنجليزية)